# Prionocyphon ornatus
Prionocyphon ornatus is een keversoort uit de familie moerasweekschilden (Scirtidae). De wetenschappelijke naam van de soort werd in 1881 gepubliceerd door Elzéar Emmanuel Arène Abeille de Perrin.